# Грейвс, Лесли
Ле́сли Мэ́ри Гре́йвс (англ. Leslie Marie Graves; 29 сентября 1959, Силвер-Сити, Нью-Мексико — 23 августа 1995, Лос-Анджелес, Калифорния) — американская киноактриса.

## Биография и карьера
Лесли Мэри Грейвс родилась 29 сентября 1959 года в Силвер-Сити (штат Нью-Мексико, США). Её отец Майкл Грейвс был актёром театра и помог дочери пробиться в индустрию развлечений, когда ей было 9 лет.
Лесли начала свою карьеру с небольшой роли в бродвейской пьесе A Cry of Players (с англ. — «Плач игроков») (1968—1969), автором которой является Уильям Гибсон. Чуть позже начала сниматься в кино.

## Личная жизнь
До момента смерти Лесли Грейвс была замужем за Джерри Шонкопфом, от которого родила двоих детей: дочь Аманду и сына Джимми (род. 1994).

## Смерть
35-летняя Лесли Грейвc умерла 23 августа 1995 года от СПИДа в Лос-Анджелесе.

## Фильмография
| Год       |   | Русское название    | Оригинальное название            | Роль             |
| --------- | - | ------------------- | -------------------------------- | ---------------- |
| 1982      | ф | Жажда смерти 2      | Death Wish II                    |                  |
| 1982      | ф |                     | Capitol                          | Бренда Клегг № 1 |
| 1981      | ф | Пиранья 2: Нерест   | Piranha Part Two: The Spawningl  | Эллисон Дюмон    |
| 1973      | с | Here We Go Again    | Оригинальное название неизвестно | Синди Стандиш    |
| 1970—1977 | с | Шоу Мэри Тайлер Мур | Mary Tyler Moore Show            | Ди Ди            |